# Resolució 1808 del Consell de Seguretat de les Nacions Unides
La Resolució 1808 del Consell de Seguretat de les Nacions Unides fou adoptada per unanimitat el 15 d'abril de 2008. Va tractar d'abordar la situació actual a Geòrgia, que tenia dos estats separats "de facto" dins de les seves fronteres, cap dels quals era reconegut per l'ONU. L'objectiu principal era ampliar el mandat de la Missió d'Observació de les Nacions Unides a Geòrgia, que estava compost principalment per tropes de manteniment de la pau de Rússia.

## Després de la guerra de 2008 a Geòrgia
Molts estats, especialment Luxemburg, van afirmar que durant la guerra a Ossètia del Sud de 2008, Rússia va violar aquesta resolució, especialment després del seu reconeixement d'Abkhàzia i Ossètia del Sud. Abkhàzia ara és reconegut per sis estats membres de l'ONU i Ossètia del Sud per cinc, respectivament.